# Ivica Šarić (pisac)
Ivica Šarić (Grabovica, Tomislavgrad; 1944.) je bosanskohercegovački pripovjedač i novinar.
Od 1959. godine živi u Travniku. Učiteljsku školu je završio u Travniku, dok je novinarstvo diplomirao na fakultetu političkih znanosti u Sarajevu. Radio je kao učitelj, te se bavio politikom. Tijekom rata u Bosni i Hercegovini bio je dopisnik HRT-a iz Središnje Bosne, te kasnije i HINA-e.

## Djela
- Sretan grad, pripovijetke, 1997.